# Monument aux morts de Reims
Le monument aux morts est situé à Reims dans le département de la Marne et la région Champagne-Ardenne. Il a été conçu par l'architecte Henri Royer avec la collaboration du sculpteur rémois Paul Lefebvre. 
Il a été élevé en 1930 en mémoire des enfants de la ville tués lors de la Première Guerre mondiale qui se déroula de 1914 à 1918. C’est le premier conflit armé qui impliqua autant de pays à travers le monde. Les pertes humaines s’élevèrent à plus de huit millions de morts et six millions d’invalides.

## Descriptif

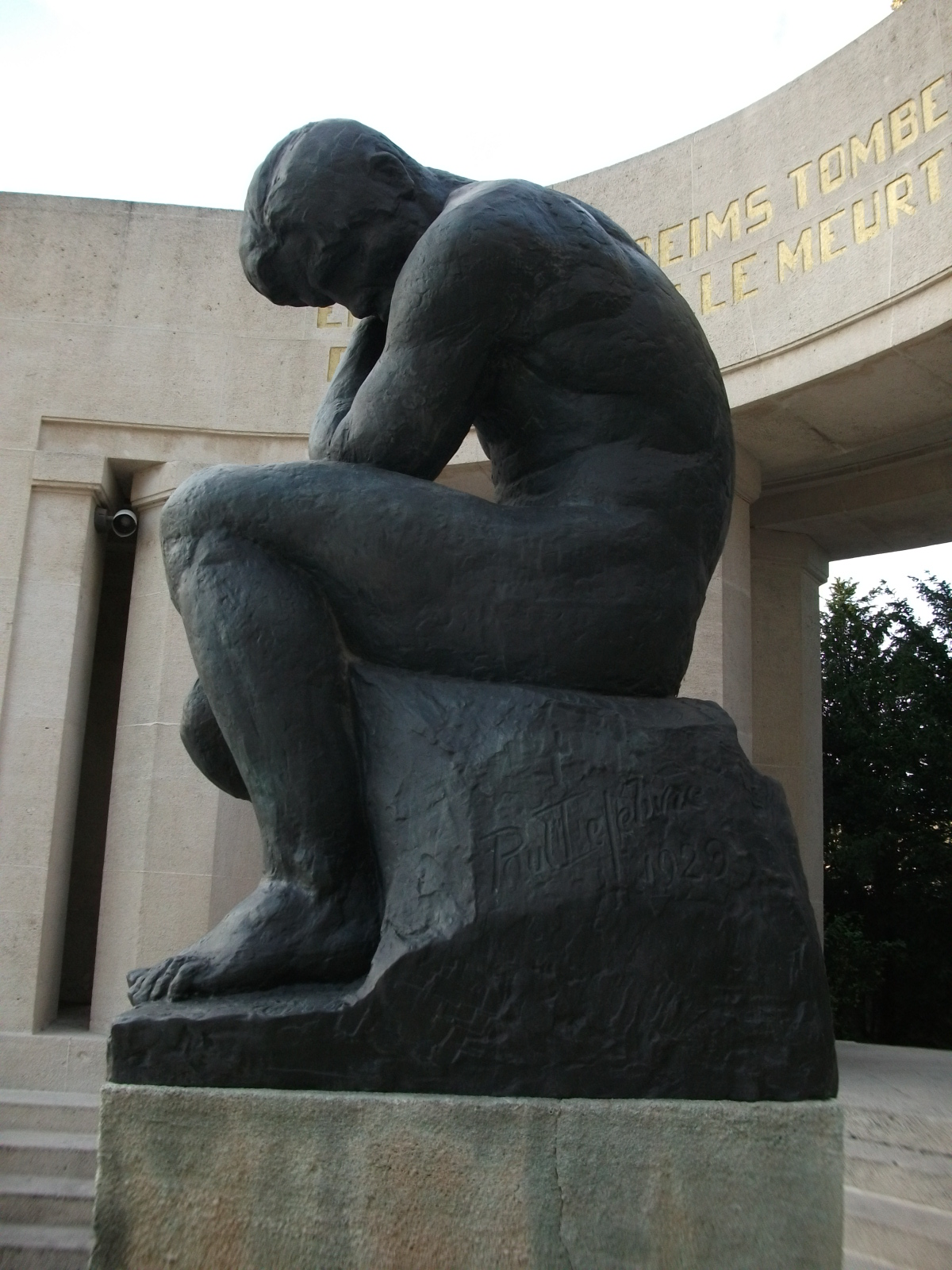
Statue se trouvant au centre du monument

Le monument est situé au-dessus de la place de la République, dans la perspective des Promenades réalisée à l'emplacement des remparts de la ville médiévale.
La statue centrale représente la « Pensée accomplissant son effort de résurrection ». Deux reliefs encadrent la statue centrale. Celui de gauche « 1914 le sacrifice » est dédié aux familles des morts. Celui de droite « 1918 la leçon du passé » est destiné aux générations futures pour qu'elles connaissent  le sacrifice de leurs parents.

### Paul Lefebvre
Paul Lefebvre, né à Reims en 1887 et décédé en 1958, est un sculpteur français, ancien élève de l’école des Beaux-Arts .
Il est aussi l'auteur du monument aux morts des 132e, 332e RI et 46e Territorial à Reims.

## Histoire
Construit sur l'ancienne place des Missions, le monument a été inauguré le 1er juin 1930 par le ministre de la Guerre André Maginot, en présence du maréchal Pétain, de Paul Marchandeau, maire de Reims et député, et de l'archevêque de Reims le cardinal Luçon.

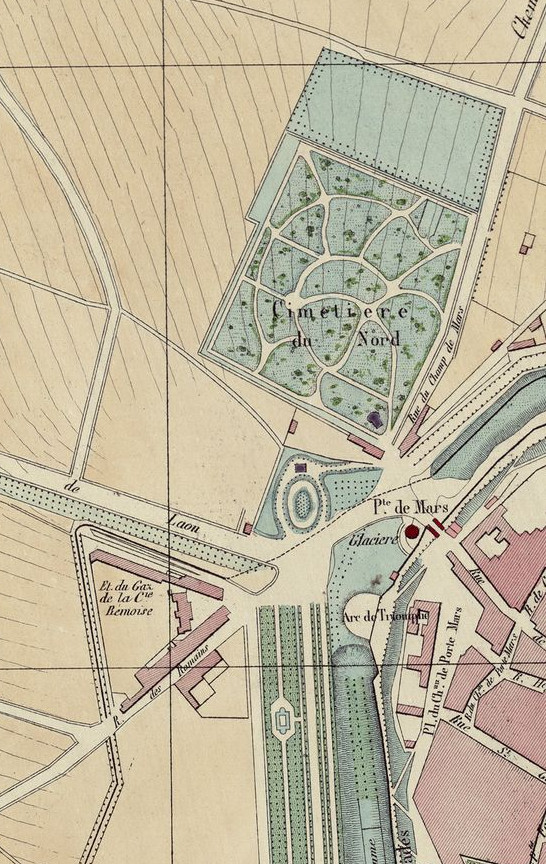
Square des Missions, 1844
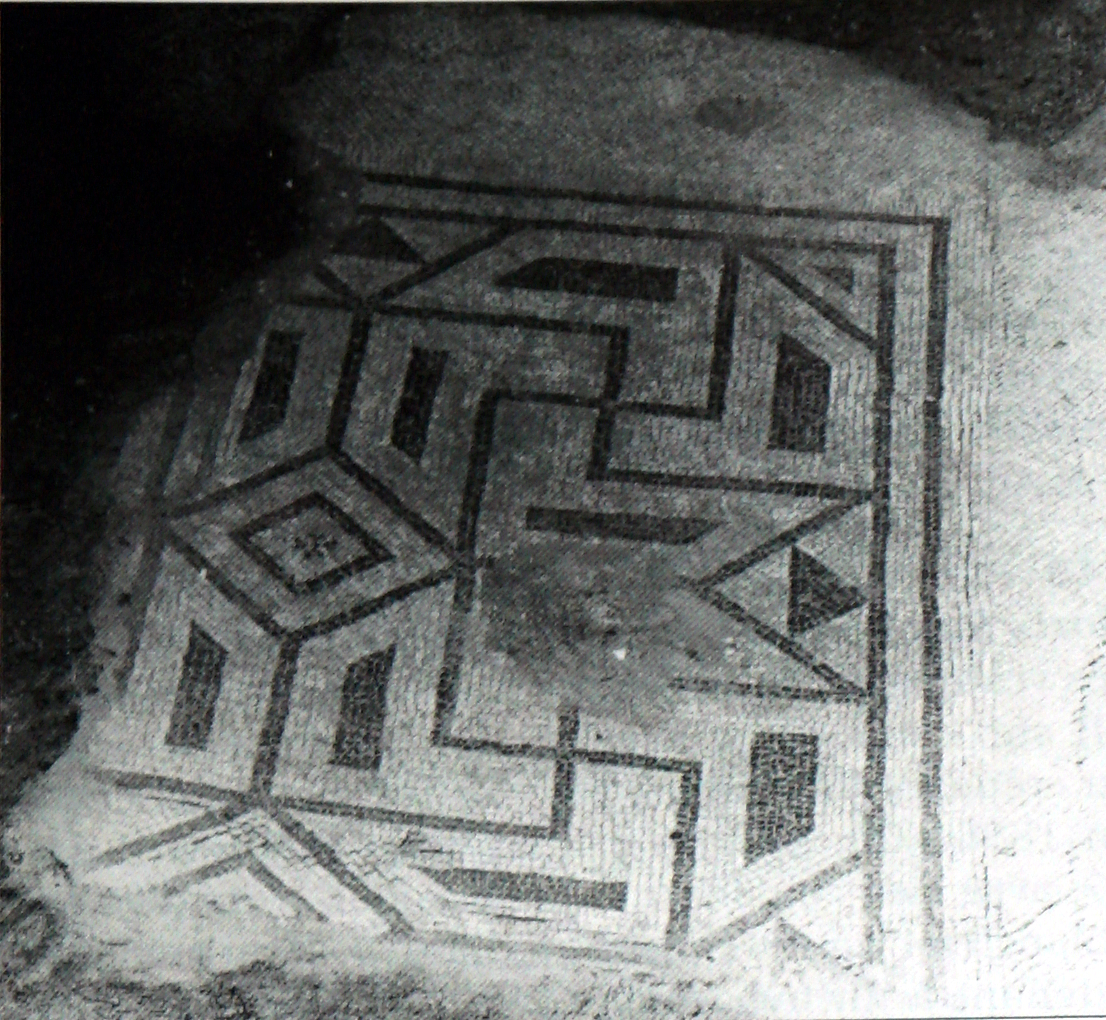
mosaïque gallo-romaine,
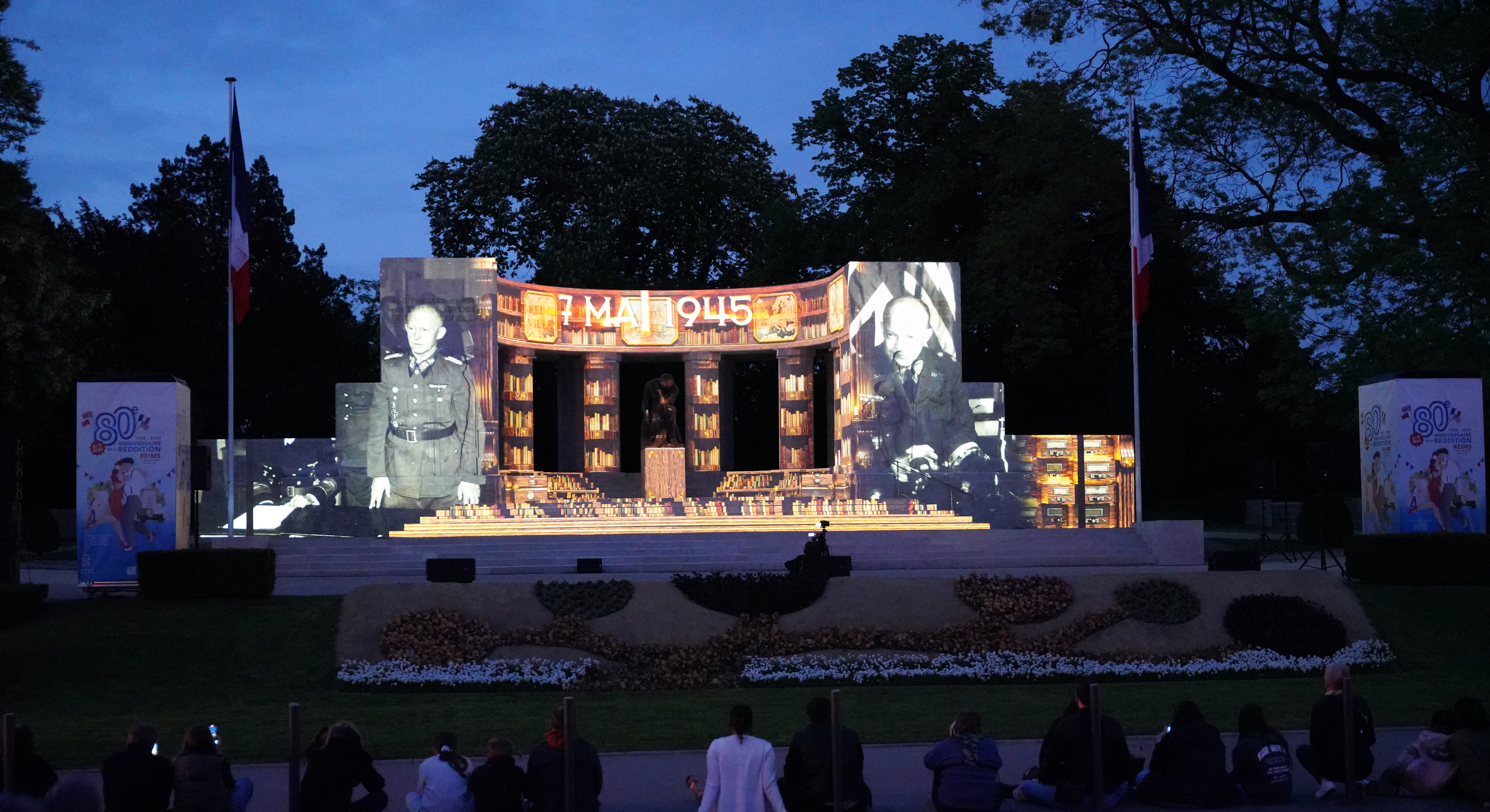
illumination pour le 80e anniversaire de la signature à Reims de la reddition allemande.
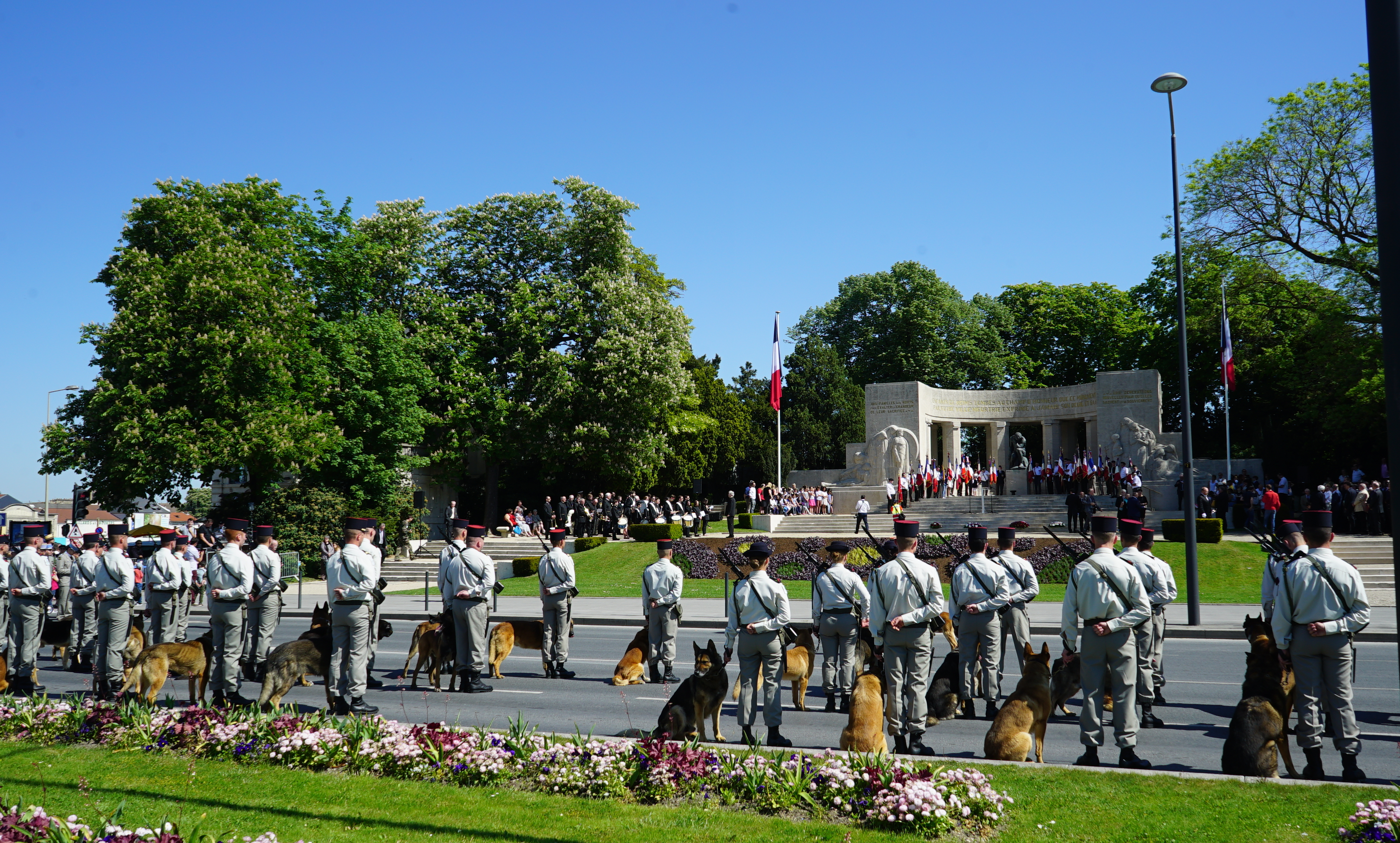
Le 132e RI devant le monument.